# Agapetus karabagi
Agapetus karabagi là một loài Trichoptera trong họ Glossosomatidae. Chúng phân bố ở miền Cổ bắc.